# Druga dinastija drevnog Egipta
Druga dinastija drevnog Egipta se često grupira s prvom dinastijom u ranodinastijski period drevnog Egipta. Datira se između 2890. pr. Kr. do 2686. pr. Kr. Glavni grad tijekom ove dinastije bio je Tinis. 

## Faraoni
| Ime               | Slika                        |
| ----------------- | ---------------------------- |
| Hotepsekemui      | Hotepsekemuijeva kartuša     |
| Raneb             |                              |
| Ninečer           |                              |
| Ueneg             | Uenegova kartuša             |
| Senedž            | Senedžova kartuša            |
| Set-Peribsen      |                              |
| Sendži            |                              |
| Neterka           |                              |
| Neferkara         |                              |
| Sekemib-Perenmaat | Zdjela sa Sekemibovim imenom |
| Kasekem           |                              |
| Kasekemui         |                              |

Ovaj popis faraona nije siguran ni previše vjerodostojan. Za prva se tri vladara ustvrdilo da su zaista vladali jedan nakon drugog, vjerojatno u nizu otac-sin. Faraone koji su vladali između Peribsena i Perenmaata spominje jedino svećenik Maneton, a za Kasekema se misli da je to prvotno Kasekemuijevo ime.